# Harpactea paradoxa
Harpactea paradoxa là một loài nhện trong họ Dysderidae.
Loài này thuộc chi Harpactea. Harpactea paradoxa được miêu tả năm 1992 bởi Dunin.